# 北海道縦貫自動車道
北海道縦貫自動車道（ほっかいどうじゅうかんじどうしゃどう）は、北海道を縦貫する国土開発幹線自動車道（国幹道）・高速自動車国道の路線名である。略称は北海道縦貫道（ほっかいどうじゅうかんどう）。
本項目では、国幹道としての北海道縦貫自動車道および事業名としての北海道縦貫自動車道について述べる。
高速道路ナンバリングは一貫して「E5」となっている。

## 概要
国土開発幹線自動車道建設法では、北海道縦貫自動車道は以下のとおりとされている。
| 路線名             | 起点         | 主たる経過地                                                       | 終点         |
| ------------------ | ------------ | ------------------------------------------------------------------ | ------------ |
| 北海道縦貫自動車道 | 北海道函館市 | 北海道室蘭市付近 同道札幌市 同道岩見沢市 同道旭川市付近 同道名寄市 | 北海道稚内市 |

高速自動車国道の路線を指定する政令では以下のとおりとされている。
| 路線名             | 路線名     | 起点         | 重要な経過地 | 終点         |
| ------------------ | ---------- | ------------ | --- | ------------ |
| 北海道縦貫自動車道 | 函館名寄線 | 北海道函館市 | 北海道茅部郡森町 同道山越郡長万部町 同道寿都郡黒松内町 同道伊達市 同道室蘭市 同道登別市 同道苫小牧市 同道千歳市 同道恵庭市 同道北広島市 同道札幌市 同道江別市 同道岩見沢市 同道三笠市 同道美唄市 同道砂川市 同道滝川市 同道深川市 同道旭川市 同道士別市 | 北海道名寄市 |

北海道横断自動車道と結ばれ、北海道の縦貫軸の強化を目的としている。
このうち茅部郡森町 - 士別市が高速自動車国道として道央自動車道の道路名称で供用中。また、高速自動車国道に並行する一般国道自動車専用道路として函館新道、名寄美深道路、幌富バイパス、豊富バイパスが開通している。

## 構成する道路名・事業名
既開通区間の高速道路ナンバリングは全区間で「E5」となっている。
| 高速道路 ナンバリング | 道路名                 | 路線名                        | 事業名                 | 区間                                                                                                   | 現況         | 備考                                                                        |
| --------------------- | ---------------------- | ----------------------------- | ---------------------- | --- | ------------ | --------------------------------------------------------------------------- |
| E5                    | 函館新道               | 一般国道5号                   | 函館新道               | 函館IC/JCT - 七飯藤城IC                                                                                | 供用中       |                                                                             |
| E5                    | （北海道縦貫自動車道） | （北海道縦貫自動車道）        | （北海道縦貫自動車道） | 七飯藤城IC - 七飯IC                                                                                    | 基本計画区間 |                                                                             |
| E5                    |                        | 北海道縦貫自動車道 函館名寄線 | 七飯〜大沼             | 七飯IC - 大沼公園IC/TB                                                                                 | 事業中       | 新直轄方式、オオヌマトンネル（建設中）                                      |
| E5                    | 道央自動車道           | 北海道縦貫自動車道 函館名寄線 |                        | 大沼公園IC/TB - 黒松内JCT - 苫小牧東IC/JCT - 千歳恵庭JCT - 札幌JCT - 深川JCT - 比布JCT - 士別剣淵IC/TB | 供用中       | 千歳恵庭JCT - 札幌JCT間は北海道横断自動車道黒松内釧路線・黒松内北見線と重複 |
| E5                    |                        | 北海道縦貫自動車道 函館名寄線 | 士別剣淵〜名寄         | 士別剣淵IC/TB - 名寄IC                                                                                 | 事業中       | 新直轄方式                                                                  |
| E5                    | 名寄美深道路           | 一般国道40号                  | 名寄バイパス           | 名寄IC - 美深IC                                                                                        | 供用中       |                                                                             |
| E5                    | 名寄美深道路           | 一般国道40号                  | 美深道路               | 美深IC - 美深北IC                                                                                      | 供用中       |                                                                             |
| E5                    | （北海道縦貫自動車道） | （北海道縦貫自動車道）        | （北海道縦貫自動車道） | 美深北IC - 音威子府IC                                                                                  | 予定路線区間 |                                                                             |
| E5                    | 音中道路               | 一般国道40号                  | 音中道路               | 音威子府IC - 中川IC                                                                                    | 事業中       | 2025年度（令和7年度）開通予定                                               |
| E5                    | （北海道縦貫自動車道） | （北海道縦貫自動車道）        | （北海道縦貫自動車道） | 中川IC - 天塩町 - 幌延IC                                                                               | 予定路線区間 | 中川 - 天塩間で計画段階評価手続き中                                         |
| E5                    | 幌富バイパス           | 一般国道40号                  | 幌富バイパス           | 幌延IC - 豊富サロベツIC                                                                                | 供用中       | 天塩防災の幌延町幌延 - 幌延IC間の延長1.8 km（自動車専用道路）区間と接続     |
| E5                    | 豊富バイパス           | 一般国道40号                  | 豊富バイパス           | 豊富サロベツIC - 豊富北IC                                                                              | 供用中       |                                                                             |
| E5                    | （北海道縦貫自動車道） | （北海道縦貫自動車道）        | （北海道縦貫自動車道） | 豊富北IC - 稚内市                                                                                      | 予定路線区間 |                                                                             |

### 一般国道5号 函館新道（函館市 - 亀田郡七飯町）
1976年（昭和51年）に工事着手され、2000年（平成12年）3月30日に函館IC - 七飯本町ICが、2001年（平成13年）3月24日に七飯本町IC - 七飯藤城ICが暫定2車線開通。なお、函館新道自体の区間は函館市昭和4丁目 - 七飯町字大沼となっているが、北海道縦貫自動車道七飯ICへは七飯藤城ICから直接接続するため、実際に北海道縦貫自動車道に含まれるのは、自動車専用道路部の11キロメートルだけである。

### 七飯IC - 大沼公園IC（亀田郡七飯町 - 茅部郡森町）
七飯町仁山から森町赤井川に至る、10キロメートルの区間。2005年（平成17年）に新直轄方式に切り替えられ、2015年（平成27年）に工事に着手した。事業名は「七飯～大沼」である。

### 道央自動車道（茅部郡森町 - 士別市）
前述の七飯〜大沼、後述の士別剣淵〜名寄とともに北海道縦貫自動車道 函館名寄線となっている。また、千歳恵庭JCT - 札幌JCT間は北海道横断自動車道 黒松内釧路線、及び黒松内北見線との重複区間である。

### 士別剣淵IC - 名寄IC（士別市 - 名寄市）
2003年（平成15年）12月25日に「抜本的見直しが必要な区間」とされたが、後の2006年（平成18年）2月7日に士別剣淵IC - 士別市多寄町の約12キロメートルが「緊急に整備すべき区間」として工事に着手した。さらに2014年（平成28年）5月28日、士別市多寄町 - 名寄ICの事業凍結が解除され、こちらも工事に着手した。

### 一般国道40号 名寄美深道路（名寄市 - 中川郡美深町）
2013年（平成25年）3月30日に、美深道路 美深IC - 美深北IC間が開通し、同時に名称が名寄バイパスと美深道路を併せて名寄美深道路へ名称が変更された。

### 一般国道40号 音中道路（中川郡音威子府村 - 同郡中川町）
国道40号現道の、雪崩等によりしばしば通行規制が行われる部分を回避するバイパス道路として事業中である。

### 中川 - 天塩
国道40号現道には幅員狭小区間や地吹雪区間を有することから計画段階評価が2022年（令和4年）から進められ、2023年（令和5年）11月16日の北海道地方小委員会で別線市街地ルートアクセス案、別線山側ルート案と現道改良案の3案が提示された。

### 一般国道40号 幌富バイパス（天塩郡幌延町 - 同郡豊富町）
北の豊富バイパスとは直接接続している。南は予定路線区間となっており、当面の間は現在事業中の天塩防災と接続する。

### 一般国道40号 豊富バイパス（天塩郡豊富町）
2022年現在、北海道縦貫自動車道の最北端の路線である。幌富バイパスと直接接続している。
以上の路線に挙げられていない部分は、現在予定路線区間となっている。

## 年表
- 1957年（昭和32年）4月16日：北海道自動車道として、北海道函館市 - 札幌市附近 - 稚内市間が国土開発縦貫自動車道の路線の基準とされる。
- 1966年（昭和41年）7月1日：北海道縦貫自動車道として、北海道函館市 - 室蘭市附近 - 札幌市附近 - 岩見沢市附近 - 旭川市附近 - 稚内市間が国幹道の予定路線とされる。
- 1971年（昭和46年）12月4日：道央自動車道として、千歳IC - 北広島IC間が開通（暫定2車線）[11]。
- 1972年（昭和47年）9月19日：道央自動車道の千歳IC - 北広島IC間が4車線化[11]。
- 1978年（昭和53年）10月24日：道央自動車道として、苫小牧東IC - 千歳IC間が開通（完成4車線）[新聞 2]。
- 1979年（昭和54年）10月29日：道央自動車道として、北広島IC - 札幌南IC間が開通（完成4車線）[新聞 3]。なお、この時点では札幌南ICは苫小牧・千歳方面出入口のみのハーフICだった。
- 1980年（昭和55年）10月29日：道央自動車道として、苫小牧西IC - 苫小牧東IC間が開通（完成4車線）[新聞 4]。
- 1983年（昭和58年）
  - 11月9日：道央自動車道として、札幌IC - 岩見沢IC間が開通（完成4車線）[新聞 5]。
  - 11月30日：道央自動車道として、白老IC - 苫小牧西IC間が開通（完成4車線）[新聞 6]。
- 1985年（昭和60年）
  - 10月18日：道央自動車道として、登別東IC - 白老IC間が開通（完成4車線）[新聞 7]。
  - 10月25日：道央自動車道として、札幌南IC - 札幌IC間が開通（完成4車線）[新聞 8][新聞 9]。
- 1986年（昭和61年）10月9日：道央自動車道として、登別室蘭IC - 登別東IC間が開通（完成4車線）[新聞 10]。
- 1987年（昭和62年）9月18日：道央自動車道として、岩見沢IC - 美唄IC間が開通（完成4車線）。三笠IC及び美唄ICに、全国に先駆けて自動発券機を設置[新聞 11]。
- 1988年（昭和63年）10月8日：道央自動車道として、美唄IC - 滝川IC間が開通（完成4車線）[新聞 12][新聞 13][新聞 14]。
- 1989年（平成元年）：一般国道40号 名寄バイパス事業着手[12]。
  - 9月12日：道央自動車道として、滝川IC - 深川IC間が開通（完成4車線）[新聞 15]。
- 1990年（平成2年）10月30日：道央自動車道として、深川IC - 旭川鷹栖IC間が開通（暫定2車線）[新聞 16]。
- 1991年（平成3年）
  - 4月26日：道央自動車道の砂川SAに全国で2番目、北海道内で初のハイウェイオアシスが開設[新聞 17][新聞 18]。
  - 10月25日：道央自動車道として、室蘭IC - 登別室蘭IC間が開通（暫定2車線）[新聞 19]。
- 1992年（平成4年）
  - 9月30日：道央自動車道の北郷IC - 札幌IC間に札幌JCTが開設。これに伴い、道央自動車道と札樽自動車道が接続[新聞 20]。
  - 10月27日：道央自動車道として、伊達IC - 室蘭IC間が開通（暫定2車線）[新聞 21][新聞 22]。
- 1994年（平成6年）3月30日：道央自動車道として、虻田洞爺湖IC - 伊達IC間が開通（暫定2車線）[新聞 23]。
- 1995年（平成7年）11月30日：道路審議会答申、並行する一般国道自動車専用道路による代替が示される。 
  - 函館新道、名寄バイパス、音中道路、幌富バイパス、豊富バイパス
- 1997年（平成9年）
  - 10月22日：道央自動車道として、長万部IC - 虻田洞爺湖IC間が開通（暫定2車線）[新聞 24]。
  - 11月19日：一般国道40号 名寄バイパスとして、名寄IC - 名寄北IC間 (5.2 km) が開通（暫定2車線）[12]。
- 1998年（平成10年）
  - 3月23日：日高自動車道の苫小牧東IC - 沼ノ端西IC間の開通[注釈 2]に伴い、苫小牧東ICで道央自動車道と日高自動車道が接続[新聞 25]。
  - 4月11日：深川留萌自動車道の深川JCT - 深川西IC間の開通（暫定2車線）に伴い、道央自動車道の滝川IC - 深川IC間に深川JCTが開設。これに伴い、同JCTで道央自動車道と深川留萌自動車道が接続[新聞 26]。
- 1999年（平成11年）
  - 10月7日：道東自動車道の千歳恵庭JCT - 夕張IC間の開通[注釈 3]に伴い、道央自動車道の恵庭IC - 千歳IC間に千歳恵庭JCTが開設。これに伴い、同JCTで道央自動車道と道東自動車道が接続[新聞 27][新聞 28]。
- 2000年（平成12年）
  - 3月29日：有珠山に噴火の恐れが高まったため、道央自動車道の豊浦IC - 伊達IC間が通行止め。
  - 3月30日：一般国道5号 函館新道として、函館IC - 七飯本町IC間が開通（暫定2車線）[3]。
  - 7月13日：虻田郡豊浦町内に道央自動車道の虻田洞爺湖仮出入口が完成。虻田洞爺湖仮出入口 - 豊浦IC間の通行止め解除。
  - 10月4日：旭川鷹栖IC - 和寒IC間が開通（暫定2車線）[新聞 29][新聞 30]。
- 2001年（平成13年）
  - 2月9日：道央自動車道の虻田洞爺湖IC - 伊達IC間の通行止め解除。
  - 3月24日：一般国道5号 函館新道として、七飯本町IC - 七飯藤城IC間が開通（暫定2車線）[新聞 1]。
  - 6月30日：道央自動車道の虻田洞爺湖IC - 虻田洞爺湖仮出入口間の通行止め解除に伴い、虻田洞爺湖仮出入口を廃止[新聞 31]。
  - 9月10日：道央自動車道の札幌南ICに小樽・旭川方面への出入口が開通し、同ICがフルICとなる[新聞 32]。
  - 10月17日：道央自動車道の深川IC - 音江PA間が4車線化[新聞 33]。
  - 11月19日：道央自動車道として、国縫IC - 長万部IC間が開通（暫定2車線）[新聞 34]。
- 2003年（平成15年）
  - 3月21日：一般国道40号 名寄バイパスとして、名寄北IC - 智恵文IC間 (7.0 km) が開通（暫定2車線）[12]。
  - 3月24日：函館江差自動車道（一般国道228号 函館茂辺地道路）として、函館IC - 上磯IC[注釈 4]間が開通（暫定2車線）。これに伴い、函館ICに函館JCTが併設され、函館新道と函館江差自動車道が接続[14]。
  - 9月30日：道央自動車道の音江PA - 旭川鷹栖IC間が4車線化され、深川IC - 旭川鷹栖IC間が全て4車線化[新聞 35]。
  - 10月4日：道央自動車道として、和寒IC - 士別剣淵IC間が開通（暫定2車線）[新聞 35][新聞 36]。
  - 12月22日：政府・与党申し合わせ（道路公団四公団民営化の基本的枠組みを決定）。士別市 - 名寄市間を抜本的見直し区間に設定。
  - 12月25日：第1回国土開発幹線自動車道建設会議。士別市 - 名寄市間を新直轄方式に切り替え。
- 2003年（平成15年）度：士別剣淵IC/TB - 名寄IC間が新直轄方式に切り替え事業化。
- 2004年（平成16年）3月27日：旭川紋別自動車道の比布JCT - 愛別IC間の開通に伴い、道央自動車道の比布大雪PA - 和寒IC間に比布JCTが開設。これに伴い、同JCTにて道央自動車道と旭川紋別自動車道が接続[新聞 37]。
- 2006年（平成18年）
  - 2月3日：国土交通省が道央自動車道の士別剣淵IC - 名寄IC（仮称）間について、士別剣淵IC - 士別市多寄町間を整備し、残り区間を当面着工しない区間とし、並行する国道40号を利用すると発表。
  - 2月7日 : 第2回国土開発幹線自動車道建設会議。七飯IC（仮称） - 大沼公園IC（仮称）間を新たに新直轄方式に切り替え[注釈 1]。抜本的見直し区間について、士別市南町東 - 士別市多寄町間を緊急に整備し、その他の区間は当面着工しないことを報告。
  - 11月18日：道央自動車道として、八雲IC - 国縫IC間が開通（暫定2車線）[新聞 38]。
  - 11月25日：一般国道40号 名寄バイパスとして、智恵文南入口 - 智恵文IC間 (4.2 km) が開通（暫定2車線）[12]。従来の智恵文ICは智恵文南入口に改称され、名寄IC方面の乗り口専用となる。
- 2007年（平成19年）：一般国道40号 美深道路が事業化[15]。
  - 12月3日：道央自動車道の札幌ICの旭川方面入口にETCレーンを増設[報道 3]。
  - 12月21日：虻田洞爺湖ICが国道230号の新ルートへの移転工事が完了。新ルートの供用開始と共に開業し、既存のICを廃止[報道 4]。
- 2007年（平成19年）度：士別剣淵IC/TB - 名寄IC間の工事着手。工事は上川郡剣淵町 - 士別市多寄町間のみ行うこととし、士別市多寄町 - 名寄IC間は当面工事を行わないこととしていた。
- 2009年（平成21年）：一般国道40号 美深道路の工事着手[15]。
  - 8月3日：道央自動車道の輪厚PAに輪厚スマートICが併設され、供用開始[新聞 39]。
  - 10月10日：道央自動車道として、落部IC - 八雲IC間が開通（暫定2車線）[新聞 40][新聞 41]。
  - 11月7日：北海道横断自動車道（国道5号 黒松内新道）の黒松内JCT - 黒松内ICの開通に伴い、道央自動車道の静狩PA - 豊浦IC間に黒松内JCTが開設。これに伴い、同JCTにて道央自動車道と黒松内新道が接続[新聞 42]。
- 2010年（平成22年）
  - 2月2日：道央自動車道の岩見沢IC - 士別剣淵IC間が高速道路無料化社会実験の対象区間に指定される[新聞 43]。
  - 3月6日：一般国道40号 名寄バイパスとして、智恵文IC - 美深IC間が開通（暫定2車線）。これに伴い、一般国道40号 名寄バイパスが全区間開通[新聞 44]。
  - 6月28日：岩見沢IC - 士別剣淵IC間で高速道路無料化社会実験の運用が開始される[報道 5][新聞 45]。
- 2011年（平成23年）
  - 6月19日：政府が3月11日に発生した東日本大震災の復興費用確保のため、岩見沢IC - 士別剣淵IC間で行っていた無料化社会実験を一旦終了させ、以降の社会実験を一時凍結[16]。これに伴い6月20日以降、この区間の通行料金が再び有料となる[報道 6][注釈 5]。
  - 11月26日：道央自動車道として、森IC - 落部IC間が開通（暫定2車線）[報道 7][報道 8][新聞 47][新聞 48]。
- 2012年（平成24年）11月10日：大沼公園IC - 森IC間が開通[報道 9][新聞 49]。
- 2013年（平成25年）
  - 3月30日：一般国道40号 美深道路（仮称）の美深IC - 美深北IC間が開通（完成2車線）。これに際し、名寄バイパスと美深道路を併せて一般国道40号 名寄美深道路へ名称変更[報道 1][報道 2]。
  - 8月3日：道央自動車道の美沢PA - 千歳IC間に新千歳空港ICが開設され、供用開始[報道 10][新聞 50]。
- 2014年（平成26年）
  - 3月19日：国道5号 函館新道の函館IC - 七飯本町IC間の4車線化工事が終了[新聞 51]。
  - 5月28日：士別市多寄町 - 名寄IC間の事業凍結が解除され、工事が開始される[8]。
- 2015年（平成27年）
  - 3月14日 : 函館新外環状道路の函館IC - 赤川IC間が開通（暫定2車線）。これに伴い、函館JCTで函館新道・函館江差自動車道と接続[報道 11]。
  - 8月3日：道央自動車道として、七飯IC - 大沼公園IC間が着工[新聞 52]。
  - 8月8日：砂川SAにスマートICが併設され、供用開始[報道 12]。
- 2018年（平成30年）12月ごろ：IC番号を、札幌JCTを境として南北それぞれに1・2・…と増やす方式から、函館新道と道央自動車道の通し番号に変更[注釈 6]。
  - 「ハイウェイウォーカー」北海道版2018年11月号においては従来の方式で記載されている[17]のに対し、同2018年12月号においては新しい方式で記載されている[18]。

### 開通予定年度
- 2025年（令和7年）度 : 音威子府IC - 中川IC[19]
- 未定 : 七飯IC - オオヌマトンネル - 大沼公園IC
- 未定 : 士別剣淵IC - 名寄IC